# Скачащи паяци
Скачащите паяци (Salticidae) са семейство паяци съдържащо 20 описани подсемейства, 553 рода и 5025 вида, което го прави най-голямото семейството паяци обхващащо около 13% от всички видове.

## Класификация
Семейство Скачащи паяци
- Подсемейство Aelurillinae
- Подсемейство Agoriinae
- Подсемейство Amycinae
- Подсемейство Ballinae
- Подсемейство Cocalodinae Simon, 1901
- Подсемейство Dendryphantinae Petrunkevitch, 1928
- Подсемейство Euophryinae
- Подсемейство Hasariinae
- Подсемейство Heliophaninae
- Подсемейство Hisponinae
- Подсемейство Lyssomaninae
- Подсемейство Marpissinae
- Подсемейство Myrmarachninae
- Подсемейство Pelleninae
- Подсемейство Plexippinae
- Подсемейство Salticinae
- Подсемейство Sitticinae Simon, 1901
- Подсемейство Spartaeinae Wanless, 1984
- Подсемейство Synagelinae
- Подсемейство Synemosyninae